# 長葉竹葉蘭
長葉竹葉蘭（学名：Appendicula fenixii）为蘭科牛齿兰属下的一个种。

## 扩展阅读
- 維基物種上的相關：長葉竹葉蘭